# King Features Syndicate
King Features Syndicate é um syndicate pertencente à Hearst Corporation; ela distribui aproximadamente 150 tiras, artigos, charges, palavras cruzadas e outros jogos a centenas de jornais ao redor do mundo. Foi fundada por William Randolph Hearst em 1915, sob a direção de Moses Koenigsberg.
O nome faz uma alusão aos syndicates e aos produtos oferecidos pela empresa (enquanto comic strip se referem as tiras de jornal, features se refere a outros conteúdos distribuídos como artigos e passatempos).
Muitos personagens da King foram adaptadas para desenhos animados, filmes e séries de televisão. As tiras da King Features eram muitas vezes reimpressas em revistas em quadrinhos (comic books). Em 1967, a King Features fez um esforço para publicar histórias em quadrinhos, através de sua própria editora, a King Comics. Esta linha de quadrinhos de curta duração apresentou personagens mais conhecidos do syndicate em sete títulos: Recruta Zero, Blondie, Flash Gordon, Jim das Selvas, Mandrake, O Fantasma e Popeye. A editora atuou por um ano e meio, entre agosto de 1966 e dezembro de 1967. Quando terminou, as revistas foram assumidas pelas editoras Gold Key Comics, Harvey Comics e Charlton Comics.

## Tiras distribuídas pela King Features
- Homem-Aranha
- Apartment 3-G
- Baby Blues
- Barney Google e Snuffy Smith
- Recruta Zero
- Betty Boop
- The Better Half
- Blondie
- Between Friends
- Big Ben Bolt
- Bizarro
- Brick Bradford
- Bringing Up Father
- Buckles
- Buz Sawyer
- Crankshaft
- Crock
- Curtis
- Dennis the Menace
- Edge City
- Family Circus
- Flash Gordon
- Franklin Fibbs
- Funky Winkerbean
- Grin and Bear It
- Felix the Cat
- Hagar, o Horrível
- Hazel
- Henry
- Hi and Lois
- Jim das Selvas
- Judge Parker
- Rei da Polícia Montada
- Little King
- The Lockhorns
- Mallard Fillmore
- Mandrake
- Mark Trail
- Marvin
- Mary Worth
- Meio-Quilo
- Moose & Molly
- Mother Goose & Grimm
- Mutts
- The Norm
- On the Fastrack
- Pardon My Planet
- Fantasma
- Piranha Club
- Popeye
- Príncipe Valente
- Redeye
- Rex Morgan, M.D.
- Rhymes with Orange
- Rip Kirby
- Safe Havens
- Sally Forth
- Sam and Silo
- Agente Secreto X-9
- Sherman's Lagoon
- Six Chix
- Slylock Fox and Comics for Kids
- Sobrinhos do Capitão
- They'll Do It Every Time
- Tiger
- Tina's Groove
- Todd the Dinosaur
- Trudy
- Tumbleweeds
- Zippy the Pinhead
- Zits

## Alguns colunistas
- Walter Cronkite
- Stanley Crouch
- David Hackworth
- Roger Hernandez
- Rich Lowry
- Marianne Means
- Dan Rather
- Charley Reese
- Maria Elena Salinas
- Helen Thomas

## Chargistas
- Jim Borgman
- Ed Gamble
- Jim Morin
- Mike Peters
- Mike Shelton
- Mike Smith